# Agelasta luzonica
Agelasta luzonica là một loài bọ cánh cứng trong họ Cerambycidae.